# Джессі (Північна Дакота)
Джессі (англ. Jessie) — переписна місцевість (CDP) в США, в окрузі Гріггс штату Північна Дакота. Населення — 22 особи (2020).

## Географія
Джессі розташоване за координатами 47°32′25″ пн. ш. 98°13′45″ зх. д. / 47.54028° пн. ш. 98.22917° зх. д. (47.540190, -98.229147).  За даними Бюро перепису населення США в 2010 році переписна місцевість мала площу 1,23 км², уся площа — суходіл.

## Демографія
Згідно з переписом 2010 року, у переписній місцевості мешкало 25 осіб у 11 домогосподарстві у складі 7 родин. Густота населення становила 20 осіб/км².  Було 14 помешкання (11/км²).
Расовий склад населення:
| - 84,0 % — білих - 16,0 % — чорних або афроамериканців |

До двох чи більше рас належало 0,0 %. Частка іспаномовних становила 0,0 % від усіх жителів.
За віковим діапазоном населення розподілялося таким чином: 28,0 % — особи молодші 18 років, 52,0 % — особи у віці 18—64 років, 20,0 % — особи у віці 65 років та старші. Медіана віку мешканця становила 39,5 року. На 100 осіб жіночої статі у переписній місцевості припадало 177,8 чоловіків;  на 100 жінок у віці від 18 років та старших — 125,0 чоловіків також старших 18 років.
Цивільне працевлаштоване населення становило 17 осіб. Основні галузі зайнятості: сільське господарство, лісництво, риболовля — 35,3 %, оптова торгівля — 29,4 %.